# 우류핀스크

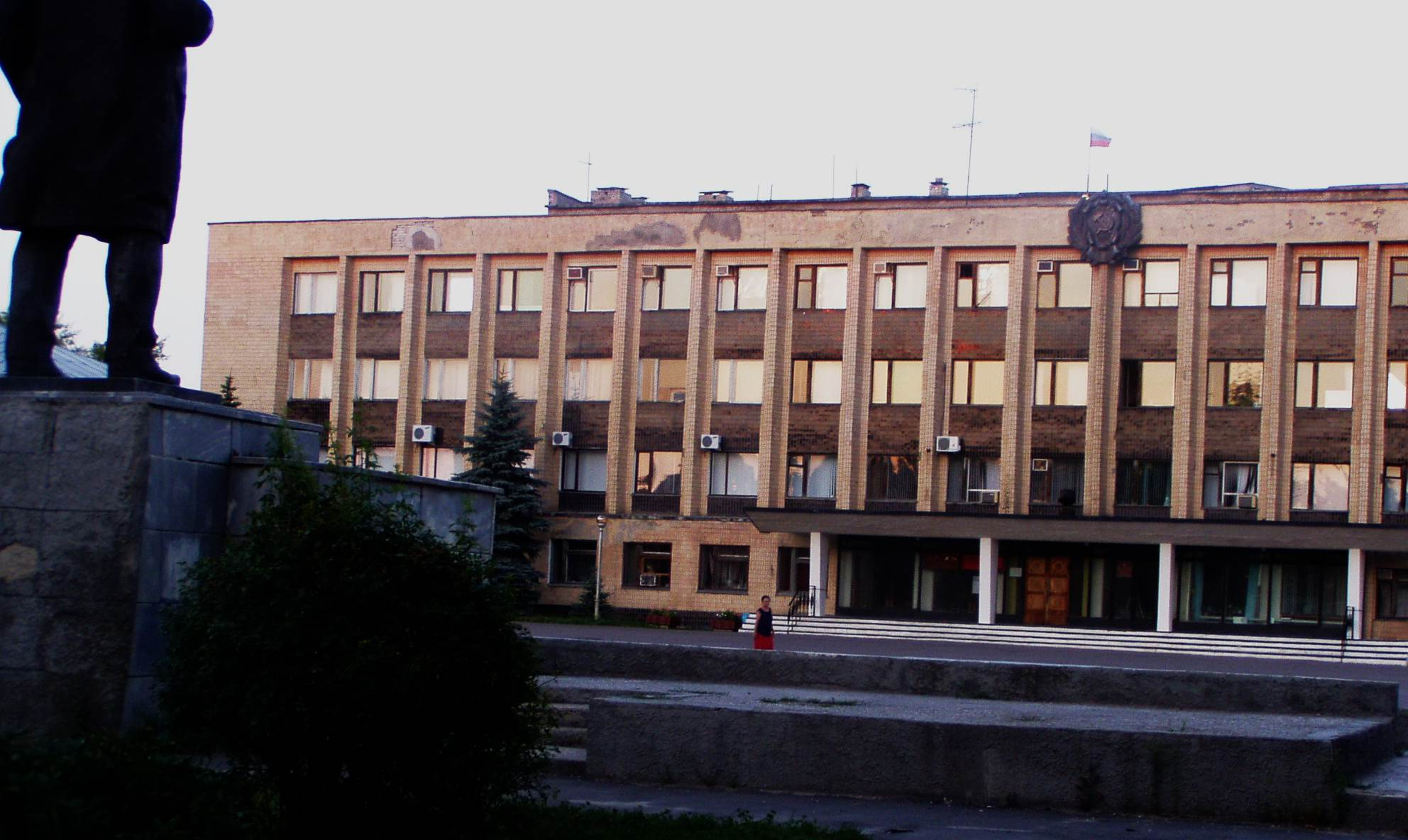
우류핀스크 시 정부 청사

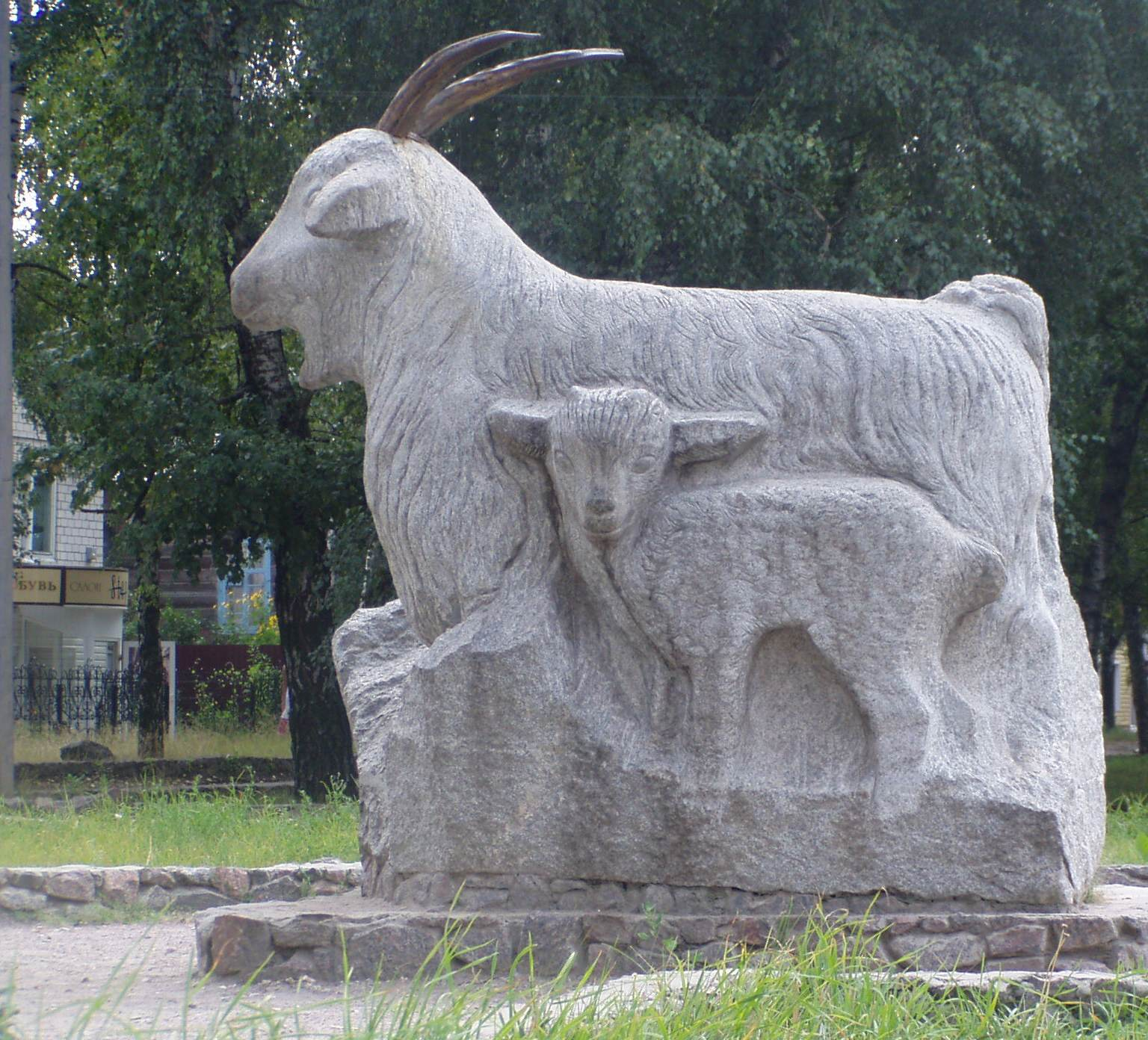
우류핀스크 기념 조각상

우류핀스크(러시아어: Урю́пинск)는 러시아 볼고그라드주에 위치한 도시로 인구는 41,590명(2010년 기준)이다. 볼고그라드(볼고그라드 주의 주도)에서 북서쪽으로 340 km 정도 떨어진 곳에 위치하며 호표르강과 접한다.

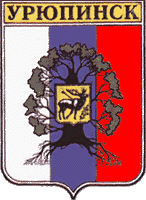
시 문장